# Enduit superficiel routier
« Bicouche » redirige ici. Pour les autres significations, voir Bicouche lipidique.

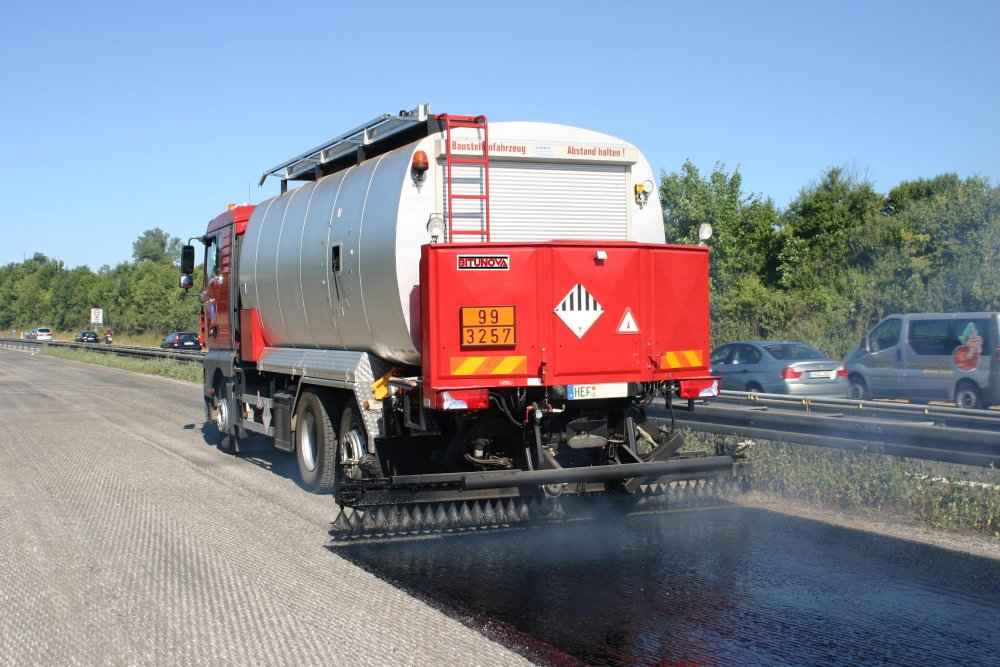
La première étape consiste à épandre l'émulsion sur du tout-venant ou sur du revêtement décapé.

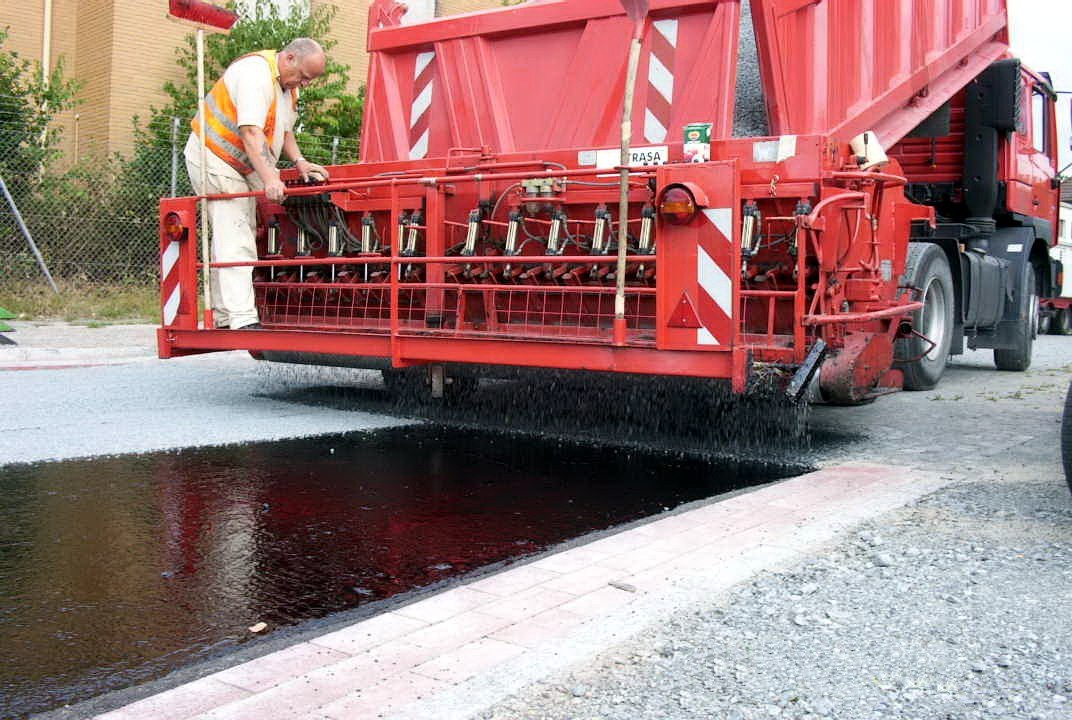
La seconde étape consiste à déverser les gravillons sur l'émulsion.

Dans le domaine routier, l'enduit superficiel d'usure (parfois abrégé en ESU) est une couche de roulement réalisée en place et constituée de couches de liant hydrocarboné et de granulats répandues successivement.

## Rôle
L'enduit correctement réalisé assure une bonne imperméabilité superficielle, évite la pénétration de l'eau de ruissellement dans les assises de chaussées et leur décohésion et permet, s'il est réalisé à temps, d'assurer un entretien correct sur une grande partie du réseau routier.
Il apporte une solution très satisfaisante aux problèmes de glissance, car sa rugosité géométrique, dans son jeune âge surtout, est exceptionnelle, comparée aux autres types de revêtements.

## Structure
La structure d'un enduit superficiel d'usure est définie par le nombre et l'arrangement des couches de liant et de granulats.
| Structure                             | 1re couche | 2e couche | 3e couche | 4e couche | 5e couche |
| ------------------------------------- | ---------- | --------- | --------- | --------- | --------- |
| Monocouche simple gravillonnage (MSG) | L          | G         |           |           |           |
| Monocouche double gravillonnage (MDG) | L          | G         | g         |           |           |
| Bicouche (BIC)                        | L          | G         | L         | g         |           |
| Bicouche inversé                      | L          | g         | L         | G         |           |
| Pré-gravillonné                       | G          | L         | g         |           |           |
| Monocouche pré-gravillonné            | G          | L         | g         | (L)       | (g)       |

L : liant 

G : granulat de classe granulaire supérieure

g : granulat de classe granulaire inférieure

La technique des enduits n'est simple qu'en apparence, car de nombreux paramètres interviennent. Elle a subi d'importantes améliorations au niveau des constituants (liants et granulats), des matériels (répandeuses, gravillonneurs, compacteurs) et des formulations.

## Les liants pour enduits

### Les liants chauds classiques
- Les bitumes fluidifiés : ils sont fabriqués à partir de bitume avec ajout de solvant léger type Kérosène. Ces liants ont une adhésivité médiocre qui nécessite un dopage.

- Les bitumes fluxés : Ils sont fabriqués à partir de bitume avec ajout d'huile provenant de la distillation du goudron de houille ou de pétrole. L'adhésivité est meilleure mais un dopage dans la masse est recommandé.

- Les bitumes goudrons : Ils sont fabriqués à partir de bitume avec ajout de goudron (60/40) qui améliore l'adhésivité.

### Les émulsions
Les émulsions de bitume sont constituées par de fines gouttelettes de bitume (quelques microns de diamètre) dispersées mécaniquement dans de l'eau savonneuse contenant un tensio-actif en phase aqueuse acidifiée (acide).
L'adhésivité est favorisée par le bon mouillage du gravillon que doit procurer l'émulsion. Les émulsions peuvent être utilisées sur un support légèrement humide.
L'émulsion à 69 % est la plus utilisée en réalisation d'enduits durant la période de mai à octobre.

### Les liants modifiés
Plus récents sur le marché, ils présentent de grandes qualités de cohésion, d'adhésivité, d'élasticité et de tenue aux températures extrêmes.
Pour leur emploi, il est conseillé de consulter les avis techniques (SETRA - L.C.P.C.).

## Choix du liant suivant trafic et saison d'emploi
Les liants pour enduits sont caractérisés entre autres par leur viscosité. La viscosité du liant doit tenir compte de la période de mise en œuvre et du trafic :
- plus le trafic sera important,
- plus la température sera élevée,
- plus l'altitude sera basse,
- plus le liant devra être visqueux

Quel que soit le liant utilisé, la période estivale est toujours la plus favorable à l'exécution des enduits.

## Les gravillons
Les gravillons permettent de protéger la couche d'enduit.
On utilise les classes granulaires d/D suivantes : 2/4 - 4/6,3 - 6,3/10 - 10/14 - 14/20.
Choix de la catégorie des gravillons en fonction du trafic :
Caractéristiques de fabrication des gravillons :

## Dosages de référence
| Structure                       | Granulats (litres/m2) | Granulats (litres/m2) | Granulats (litres/m2) | Granulats (litres/m2) | Liants (kg/m2) | Liants (kg/m2)  |
| Structure                       | 10/14                 | 6/10                  | 4/6                   | 2/4                   | Bitume fluxé   | Émulsion à 69 % |
| Monocouche simple gravillonnage | 12                    |                       |                       |                       | 1,3            | 1,850           |
| Monocouche simple gravillonnage |                       | 9                     |                       |                       | 1,150          | 1,400           |
| Monocouche simple gravillonnage |                       |                       | 7                     |                       | 0,950          | 1,100           |
| Monocouche double gravillonnage | 9                     |                       | 5                     |                       | 1,350          | 1,900           |
| Monocouche double gravillonnage |                       | 7                     |                       | 4                     | 1,100          | 1,600           |
| Bicouche                        | 11                    |                       | 7                     |                       | 1,050 + 0,950  | 1,000 + 1,300   |
| Bicouche                        | 11                    | 9                     |                       |                       | 1,050 + 1,150  | 1,000 + 1,600   |
| Bicouche                        |                       | 9                     |                       | 5                     | 0,950 + 0,850  | 0,900 + 1,200   |
| Pré-gravillonné                 | 8                     |                       | 9                     |                       | 1,620          | 2.100           |
| Pré-gravillonné                 |                       | 6                     | 8                     |                       | 1,570          | 2,000           |
| Monocouche pré-gravillonné      | 8                     |                       | 7                     |                       | 1,450          | 1,750           |
| Monocouche pré-gravillonné      |                       | 7                     | 7                     |                       | 1,300          | 1,450           |
| Monocouche pré-gravillonné      |                       |                       | 7                     | 6                     | 1,000          | 1,200           |
| ------------------------------- | --------------------- | --------------------- | --------------------- | --------------------- | -------------- | --------------- |

Les dosages sont donnés en poids de liants répandu (y compris eau ou fluxants) et non en poids de bitume pur.
Ces dosages de référence correspondent à un trafic T2 et à un support homogène maigre et sans ressuage. Ils doivent être adaptés à chaque cas à traiter.

### Note
1. ↑  Alexandre Gros, « Pourquoi gravillonne-t-on les routes ? », Maurienne Tourisme, 23 juin 2014 (consulté le 17 août 2023)